# Рубашвили, Владимир Григорьевич
Влади́мир Григо́рьевич Рубашви́ли (осет. Рубайты Григорийы фырт Владимир, груз. ვლადიმერ გრიგოლის ძე რუბაშვილი; 26 декабря 1940, Тбилиси — 1 февраля 1964, Тбилиси) — советский борец вольного стиля, чемпион мира и СССР. Заслуженный мастер спорта по вольной борьбе (1961). Награждён медалью «За трудовое отличие».

## Биография
Родился в 1940 году. Боролся в весовых категориях до 62 и 67 кг. В 1960 году стал бронзовым призёром летних Олимпийских игр в Риме. В 1961 году стал чемпионом СССР и мира, также получил звание Заслуженного мастера спорта СССР. В 1962 году стал чемпионом СССР. В 1963 году стал победителем Спартакиады народов СССР.
Трагически погиб в 1964 году.

## Спортивные достижения
- Бронзовый призёр Олимпийских игр в Риме (1960);
- Чемпионат мира по борьбе 1961 года — ;
- Чемпионат СССР по вольной борьбе 1960 года — ;
- Чемпионат СССР по вольной борьбе 1961 года — ;
- Чемпионат СССР по вольной борьбе 1962 года — ;
- Вольная борьба на летней Спартакиаде народов СССР 1963 года — .

## Награды
- Медаль «За трудовое отличие» (16.09.1960) — за успешные выступления в XVII летних и VIII зимних Олимпийских играх 1960 года, а также за выдающиеся спортивные достижения[3]